# Igman
Igman je planina u središnjoj Bosni i Hercegovini. Nalazi se jugozapadno od Sarajeva, okružujući planinu Bjelašnicu i dio grada, Ilidžu. Prostire se u općinama Hadžićima i Ilidži. Najviša točka Igmana je visoka 1647 metara,  čineći je najmanjom od sarajevskih planina.
Igman je popularno odredište za planinarenje i skijanje. Tijekom 14. zimskih Olimpijskih igara, bila je glavna planina korištena za olimpijske događaje, uz Jahorinu, Trebević i Bjelašnicu. Još uvijek dosta predmeta na Igmanu datira iz tog vremena, ali većina se suočila s posljedicama rata iz 1990-ih. Postoje planovi za novu žičaru između Igmana i dijela Ilidže, Hrasnice. Danas je Igman jedna od vodećih turističkih atrakcija Sarajeva.
Igman je područje najniže zabilježene temperature u regiji, −43°C. Kada je vrijeme pogodno, s Igmana pruža se pogled sve do Crne Gore i Jadranskog mora.

## Poveznice
- Igmanski marš
- XIV. Zimske olimpijske igre – Sarajevo 1984.